# Kakatiya-dynastin
Kakatiya-dynastin var en indisk dynasti som regerade i större delen av vad som nu är delstaten Andra Pradesh i Indien under perioden 1083-1323. De var teluger och shaivitiska hinduer. Det var en av de mest framgångsrika dynastierna i Telugu-folkets historia.